# Équipe de Tunisie de football à la Coupe d'Afrique des nations 2010
L'équipe de Tunisie de football participe à la coupe d'Afrique des nations 2010 organisée en Angola du 10 janvier 2010 au 31 janvier 2010.

## Qualifications

### 2etour: groupe 9
| Rang | Équipe       | Pts | J | G | N | P | Bp | Bc | Diff |  | Résultats (▼ dom., ► ext.) |     |     |     |     |
| ---- | ------------ | --- | - | - | - | - | -- | -- | ---- |  | -------------------------- | --- | --- | --- | --- |
| 1    | Burkina Faso | 16  | 6 | 5 | 1 | 0 | 14 | 5  | +9   |  | Burkina Faso               |     | 0-0 | 2-0 | 4-1 |
| 2    | Tunisie      | 13  | 6 | 4 | 1 | 1 | 11 | 3  | +8   |  | Tunisie                    | 1-2 |     | 2-1 | 5-0 |
| 3    | Burundi      | 6   | 6 | 2 | 0 | 4 | 5  | 9  | -4   |  | Burundi                    | 1-3 | 0-1 |     | 1-0 |
| 4    | Seychelles   | 0   | 6 | 0 | 0 | 6 | 4  | 17 | -13  |  | Seychelles                 | 2-3 | 0-2 | 1-2 |     |

### 3etour: groupe B
| Rang | Équipe     | Pts | J | G | N | P | Bp | Bc | Diff |  | Résultats (▼ dom., ► ext.) |     |     |     |     |
| ---- | ---------- | --- | - | - | - | - | -- | -- | ---- |  | -------------------------- | --- | --- | --- | --- |
| 1    | Nigeria    | 12  | 6 | 3 | 3 | 0 | 9  | 4  | +5   |  | Nigeria                    |     | 2-2 | 1-0 | 3-0 |
| 2    | Tunisie    | 11  | 6 | 3 | 2 | 1 | 7  | 4  | +3   |  | Tunisie                    | 0-0 |     | 2-0 | 1-0 |
| 3    | Mozambique | 7   | 6 | 2 | 1 | 3 | 3  | 5  | -2   |  | Mozambique                 | 0-0 | 1-0 |     | 1-0 |
| 4    | Kenya      | 3   | 6 | 1 | 0 | 5 | 5  | 11 | -6   |  | Kenya                      | 2-3 | 1-2 | 2-1 |     |

Le Nigeria est qualifié pour la coupe du monde 2010 et la CAN 2010, la Tunisie et le Mozambique étant qualifiés pour la CAN 2010.

## Équipe

### Effectif
Une liste de 23 joueurs est annoncée le 2 janvier 2010 ; les statistiques sont arrêtées au 20 décembre 2009.
| Numéro / Nom       | Numéro / Nom         | Equipe actuelle             | Sél.            | Date de naissance | J.              |                 |                 |                 |                 |
| Gardiens de but    | Gardiens de but      | Gardiens de but             | Gardiens de but | Gardiens de but   | Gardiens de but | Gardiens de but | Gardiens de but | Gardiens de but | Gardiens de but |
| ------------------ | -------------------- | --------------------------- | --------------- | ----------------- | --------------- | --------------- | --------------- | --------------- | --------------- |
| 16                 | Aymen Mathlouthi     | Étoile sportive du Sahel    | 14 (0)          | 14 septembre 1984 | 3               |                 | 1               |                 |                 |
| 1                  | Adel Nefzi           | Club africain               | 1 (0)           | 16 mars 1974      |                 |                 |                 |                 |                 |
| 22                 | Farouk Ben Mustapha  | Club athlétique bizertin    | 0 (0)           | 1er juillet 1989  |                 |                 |                 |                 |                 |
| Défenseurs         |                      |                             |                 |                   |                 |                 |                 |                 |                 |
| 11                 | Souheil Ben Radhia   | Étoile sportive du Sahel    | 1 (0)           | 26 août 1985      | 2               |                 | 2               |                 |                 |
| 5                  | Ammar Jemal          | Étoile sportive du Sahel    | 7 (1)           | 20 avril 1987     | 3               |                 |                 | 1               |                 |
| 12                 | Khalil Chemmam       | Espérance sportive de Tunis | 2 (0)           | 3 juillet 1987    |                 |                 |                 |                 |                 |
| 4                  | Radhouane Felhi      | TSV 1860 Munich             | 14 (2)          | 25 mars 1984      |                 |                 |                 |                 |                 |
| 3                  | Karim Haggui         | Hanovre 96                  | 59 (5)          | 20 janvier 1984   | 3               |                 | 1               |                 |                 |
| 21                 | Bilel Ifa            | Club africain               | 2 (0)           | 8 mars 1990       |                 |                 |                 |                 |                 |
| 2                  | Khaled Souissi       | Club africain               | 11 (0)          | 20 mai 1985       | 2               |                 |                 |                 |                 |
| 18                 | Yassin Mikari        | FC Sochaux-Montbéliard      | 17 (1)          | 9 janvier 1983    | 3               |                 |                 |                 |                 |
| Milieux de terrain |                      |                             |                 |                   |                 |                 |                 |                 |                 |
| 7                  | Chaouki Ben Saada    | OGC Nice                    | 34 (4)          | 1er juillet 1984  | 3               |                 |                 |                 |                 |
| 10                 | Oussama Darragi      | Espérance sportive de Tunis | 12 (3)          | 24 juillet 1987   | 1               |                 |                 |                 |                 |
| 8                  | Khaled Korbi         | Espérance sportive de Tunis | 8 (0)           | 16 décembre 1985  | 3               |                 | 2               |                 |                 |
| 13                 | Chedi Hammemi        | Club sportif sfaxien        | 8 (0)           | 14 juin 1986      |                 |                 |                 |                 |                 |
| 14                 | Haythem Mrabet       | Club sportif sfaxien        | 3 (0)           | 15 octobre 1980   | 1               |                 |                 |                 |                 |
| 20                 | Mohamed Ali Nafkha   | Étoile sportive du Sahel    | 7 (0)           | 25 janvier 1986   | 3               |                 | 1               |                 |                 |
| 6                  | Hocine Ragued        | SK Slavia Prague            | 20 (0)          | 11 février 1983   | 3               |                 |                 |                 |                 |
| Attaquants         |                      |                             |                 |                   |                 |                 |                 |                 |                 |
| 19                 | Youssef Msakni       | Espérance sportive de Tunis | 0 (0)           | 28 octobre 1990   | 2               |                 |                 |                 |                 |
| 15                 | Zouhaier Dhaouadi    | Club africain               | 5 (0)           | 1er janvier 1988  | 3               | 1               | 1               |                 |                 |
| 23                 | Ahmed Akaichi        | Étoile sportive du Sahel    | 0 (0)           | 23 février 1989   | 2               |                 |                 |                 |                 |
| 17                 | Issam Jemâa          | RC Lens                     | 41 (15)         | 28 janvier 1984   | 3               |                 | 1               |                 |                 |
| 9                  | Amine Chermiti       | Ittihad Djeddah             | 18 (2)          | 26 décembre 1987  | 3               | 1               |                 |                 |                 |
| Sélectionneur      |                      |                             |                 |                   |                 |                 |                 |                 |                 |
|                    | Faouzi Benzarti      |                             |                 | 1er janvier 1950  |                 |                 |                 |                 |                 |
| Blessé             |                      |                             |                 |                   |                 |                 |                 |                 |                 |
| A                  | Fahid Ben Khalfallah | Valenciennes FC             | 10 (1)          | 9 octobre 1982    |                 |                 |                 |                 |                 |
| A                  | Youssef Mouihbi      | Club africain               | 4 (0)           | 1er avril 1985    |                 |                 |                 |                 |                 |

### Maillot
Pour la coupe d'Afrique des nations 2010, l'équipementier de l'équipe, Puma, lui confectionne un maillot spécifique pour la compétition.
| Couleurs | Blanc et rouge |
| Marque   | Puma           |
| Domicile | Extérieur      |

## Matchs
1er tour (groupe D)
| Rang | Équipe   | Pts | J | G | N | P | Bp | Bc | Diff |
| ---- | -------- | --- | - | - | - | - | -- | -- | ---- |
| 1    | Zambie   | 4   | 3 | 1 | 1 | 1 | 5  | 5  | 0    |
| 2    | Cameroun | 4   | 3 | 1 | 1 | 1 | 5  | 5  | 0    |
| 3    | Gabon    | 4   | 3 | 1 | 1 | 1 | 2  | 2  | 0    |
| 4    | Tunisie  | 3   | 3 | 0 | 3 | 0 | 3  | 3  | 0    |

| 13 janvier 2010 | Zambie      | 1-1 | Tunisie      | Stade national de Tundavala, Lubango             |                                                  |
| 19:30 UTC+1     | Mulenga 19e |     | Dhaouadi 40e | Spectateurs : 12 000 Arbitrage : Koman Coulibaly | Spectateurs : 12 000 Arbitrage : Koman Coulibaly |
| 19:30 UTC+1     | Rapport     |     |              | Spectateurs : 12 000 Arbitrage : Koman Coulibaly | Spectateurs : 12 000 Arbitrage : Koman Coulibaly |

| 17 janvier 2010 | Gabon   | 0-0 | Tunisie | Stade national de Tundavala, Lubango          |                                               |
| 17:00 UTC+1     |         |     |         | Spectateurs : 16 000 Arbitrage : Coffi Codjia | Spectateurs : 16 000 Arbitrage : Coffi Codjia |
| 17:00 UTC+1     | Rapport |     |         | Spectateurs : 16 000 Arbitrage : Coffi Codjia | Spectateurs : 16 000 Arbitrage : Coffi Codjia |

| 21 janvier 2010 | Cameroun                | 2-2 | Tunisie                                      | Stade national d'Ombaka, Benguela                       |                                                         |
| 17:00 UTC+1     | Eto'o 47e · N'Guemo 64e |     | Chermiti 1re · Chedjou 63e (csc) · Jemal 88e | Spectateurs : 19 000 Arbitrage : Noumandiez Désiré Doué | Spectateurs : 19 000 Arbitrage : Noumandiez Désiré Doué |
| 17:00 UTC+1     | Rapport                 |     |                                              | Spectateurs : 19 000 Arbitrage : Noumandiez Désiré Doué | Spectateurs : 19 000 Arbitrage : Noumandiez Désiré Doué |